# Strumpbyxor
Strumpbyxor är ett underplagg bestående av långa strumpor som upptill är utformade som en elastisk byxa med midjeresår. Materialet kan vara av exempelvis elastan, lycra, nylon, crêpe och bomull och kombinationer av materialen förekommer. Nylon-, elastan- och lycrastrumpbyxors tunnhet mäts i enheten denier (den).
Strumpbyxor kan kombineras med klänning eller kjol men även användas under byxor, såväl vanliga långbyxor som capribyxor eller shorts. Strumpbyxor kan vidare vara ett rent värmande plagg, motsvarande långkalsonger.

## Historia

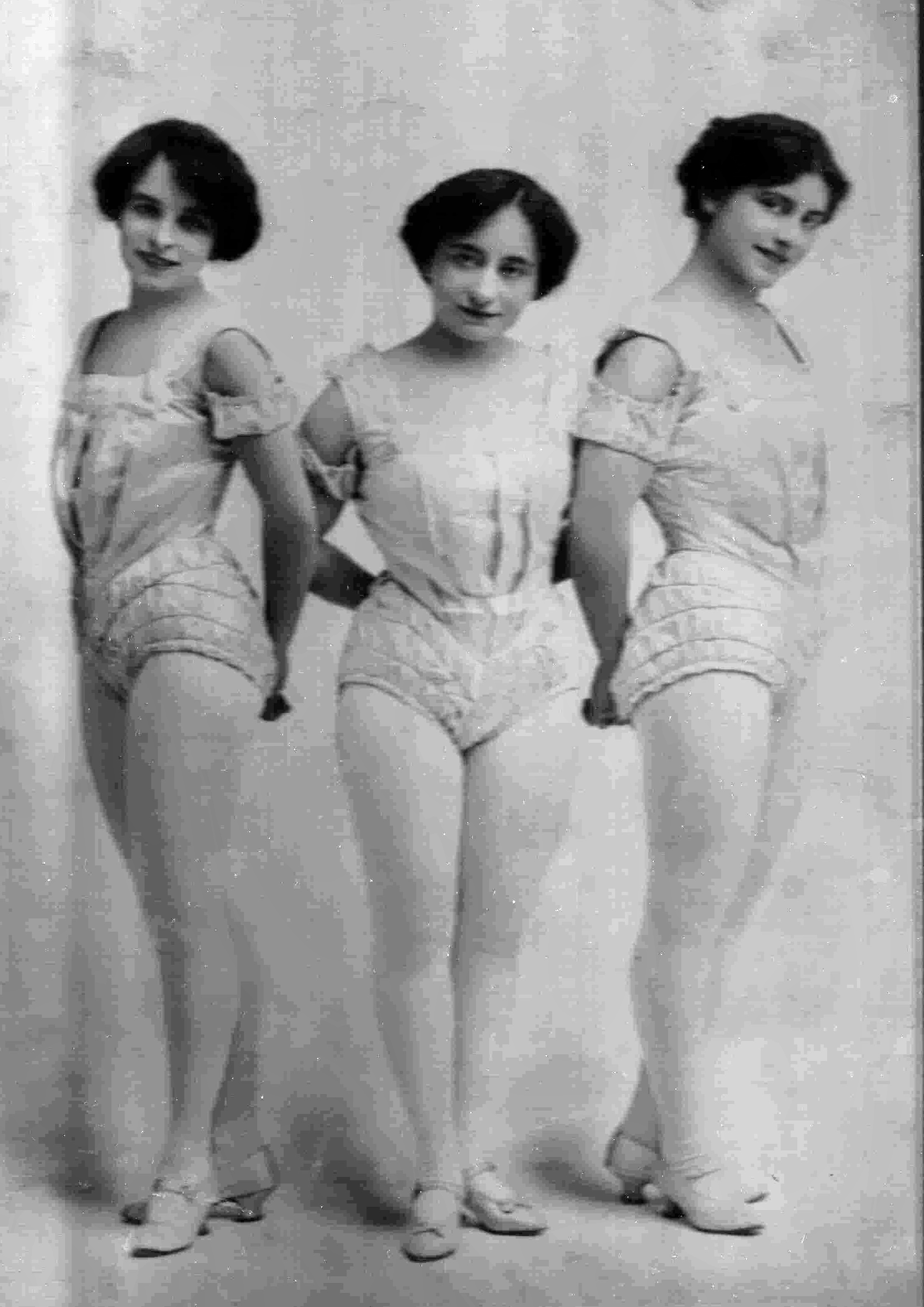
Systrarna Macarte i strumpbyxliknande tights under sina leotard-baserade kostymer, cirka 1910.

Strumpbyxans historia, så väl som strumpornas, är kopplad till kjollängdens förändring i kvinnoklädseln. Före 1920-talet var det allmänt förväntat att kvinnor i offentligheten skulle täcka sina ben, inklusive anklarna, och klänningar och kjolar sträckte sig i allmänhet ned till marken. De främsta undantagen förekom inom sport och underhållning, där de första strumpebyxliknande plaggen förekom i form av olika sorters tights. På 1920-talet började det bli moderiktigt med kortare kjolar, vilket exponerade benen strax under knäna. Därmed blev det även på modet med strumpor för att täcka benen och även erbjuda lite värme. Tunna strumpor var mest populära och tillverkades först av silke eller rayon (som då kallas "konstsilke") och, efter 1940 även av nylon som uppfunnits 1938 av DuPont. Under 1940- och 1950-talen sydde scen- och filmproducenter fast strumpor i underbyxorna till skådespelerskor och dansare. Denna typ av plagg kan exempelvis ses i populära filmer som Daddy Long Legs från 1955.

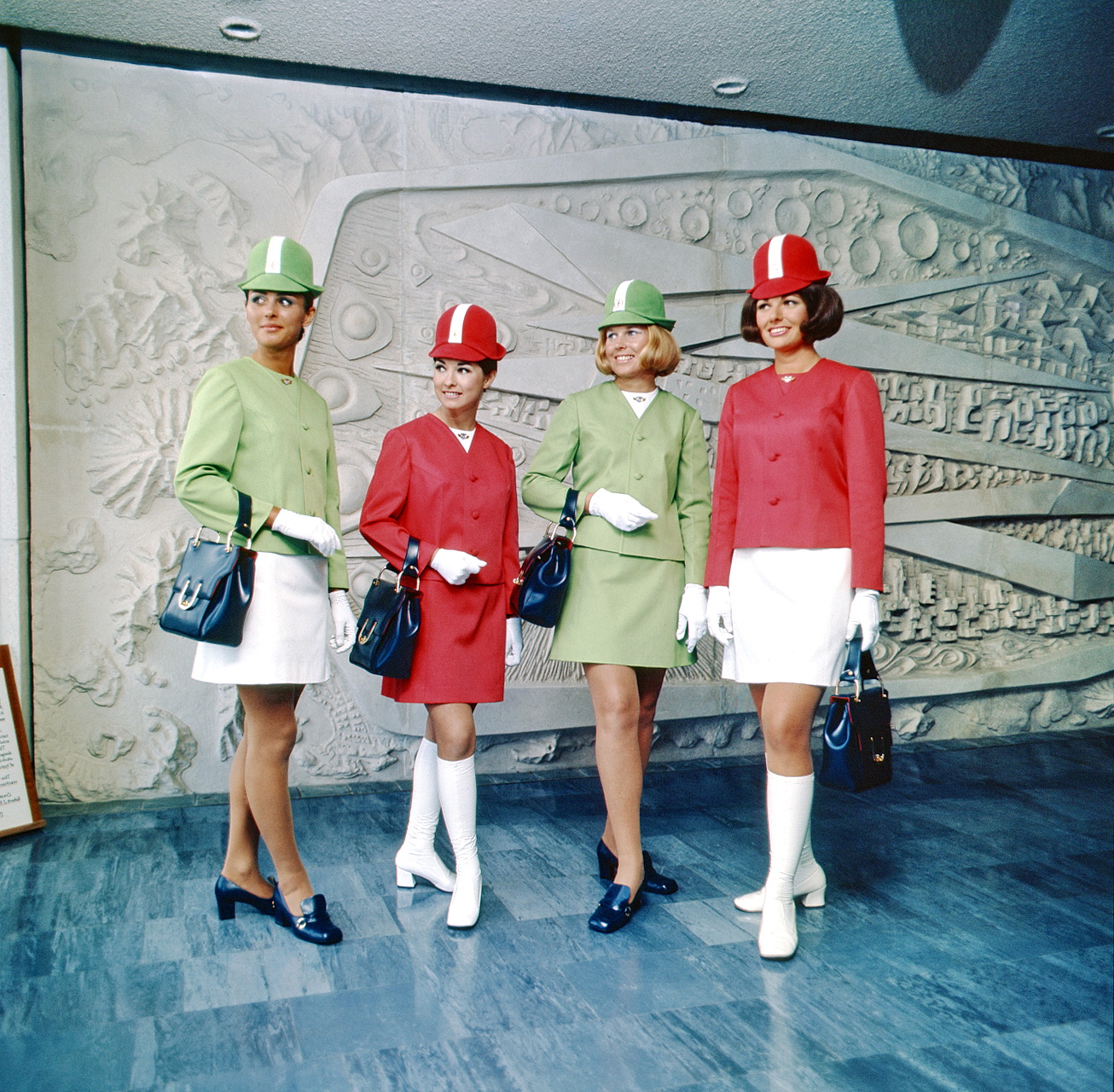
Det var när minikjolen blev på modet på 1960-talet som även strumpbyxor slog igenom och blev ett vanligt klädesplagg.

År 1953 utvecklade Allen Gant, Sr., vid Glen Raven Knitting Mills en kommersiell motsvarighet till dessa plagg, som han döpte till "Panti-Legs", men dessa kom inte ut på marknaden förrän cirka 1959. Under tiden hann Ernest G. Rice att konstruera sin egen design av strumpbyxor som liknar de som bärs idag, och 1956 lämnade han in ett patent med titeln "Combination Stockings and Panty". Designen togs efter av många producenter vilket orsakade rättsliga tvister i amerikanska domstolar i många år, innan patentet fick sitt slutliga juridiska erkännande en tid efter Rices död.

Fortfarande fanns det mycket liten anledning för kvinnor utanför underhållningsbranschen att bära strumpbyxor, eftersom kjollängden gjorde det möjligt att använda strumpor som sattes fast med strumpebandshållare. Men under 1960-talet gjorde förbättrade textiltillverkningprocesser strumpbyxorna allt billigare, medan textilier som spandex (eller elastan) gjorde dem bekvämare och hållbarare. Strumpbyxorna, som då också kallades "kalasbyxor" var inledningsvis främst ett plagg för yngre flickor medan kvinnor fortsatte att bära strumpor.

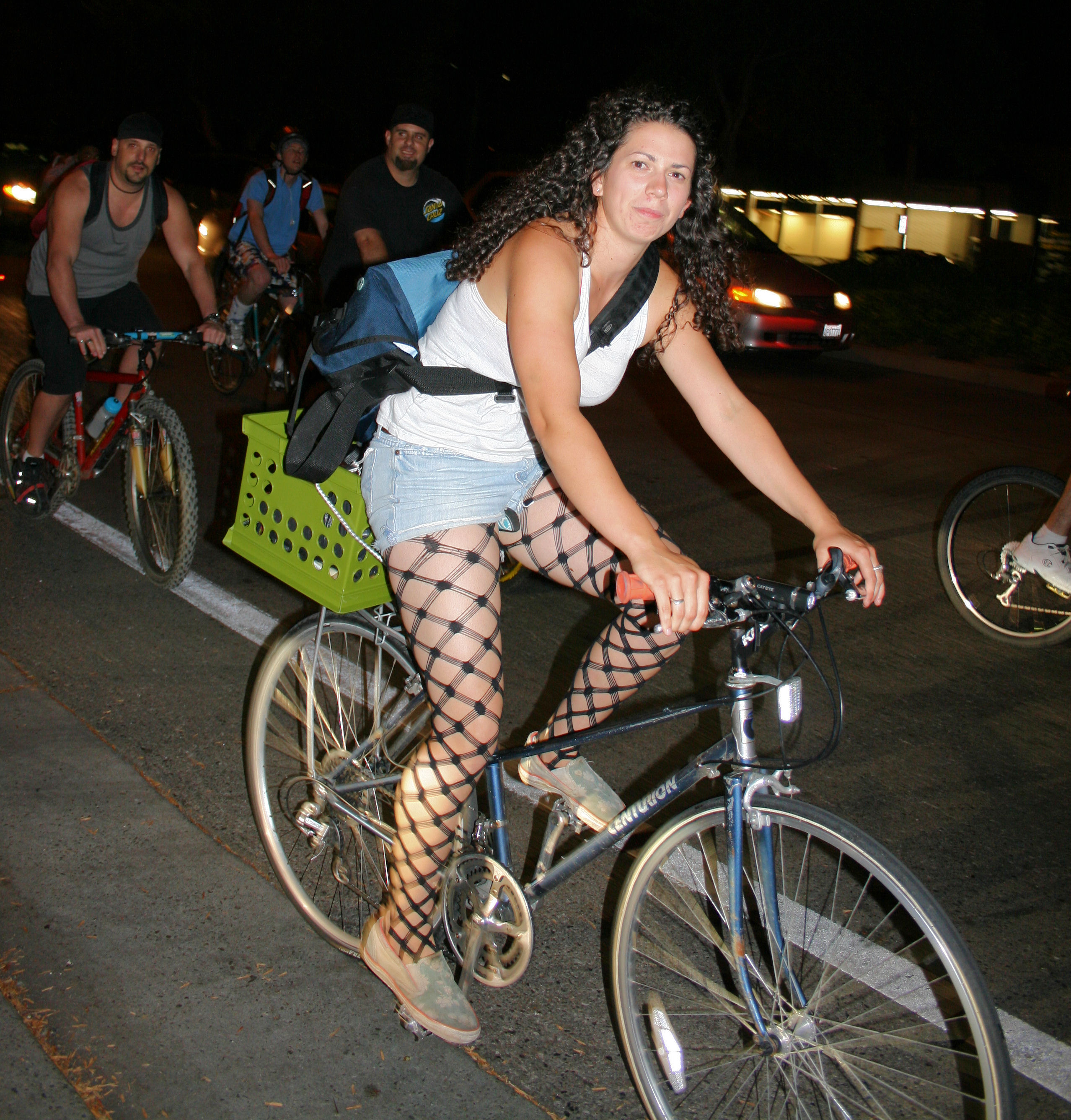
Exempel på en variant av nätstrumpbyxor som blev populära på 2010-talet.

  När så minikjolen blev högsta mode, vilket exponerade benen till långt över knät, blev strumpbyxor en nödvändighet. 1970 översteg USA:s försäljning av strumpbyxor för första gången strumporna, och så har den varit sedan dess. Under 1970- och 1980-talen var strumpbyxan en stapelvara i västvärldens garderober
Från 1995 började försäljningen av strumpbyxor att kraftigt minska i USA – en nedgång som planade ut 2006 till mindre än hälften av vad den en gång varit. Nedgången tillskrevs det nya modet med bara ben men även att byxor blivit allt vanligare som arbetsplagg för kvinnor.
Även om försäljningen av traditionella strumpbyxor inte återhämtade sig, så tillkom eller ökade försäljningen av en mängd olika typer av strumpbyxor på 2000-talet. Nätstrumpbyxor, strumpbyxor med kraftiga mönster och färger, opaka strumpbyxor, strumpbyxor med låg midja, shapewear utan fot och strumpbyxor för män (ibland skämtsamt kallade "mantyhose"). På 2010-talet ökande popularitet för formsydda opaka leggings i polyamid eller lycra, som bars tillsammans med en vardagsklänning, medan tunnare strumpbyxor fortfarande är populära som del av fest- eller högtidsklädsel.

## Tjocklek

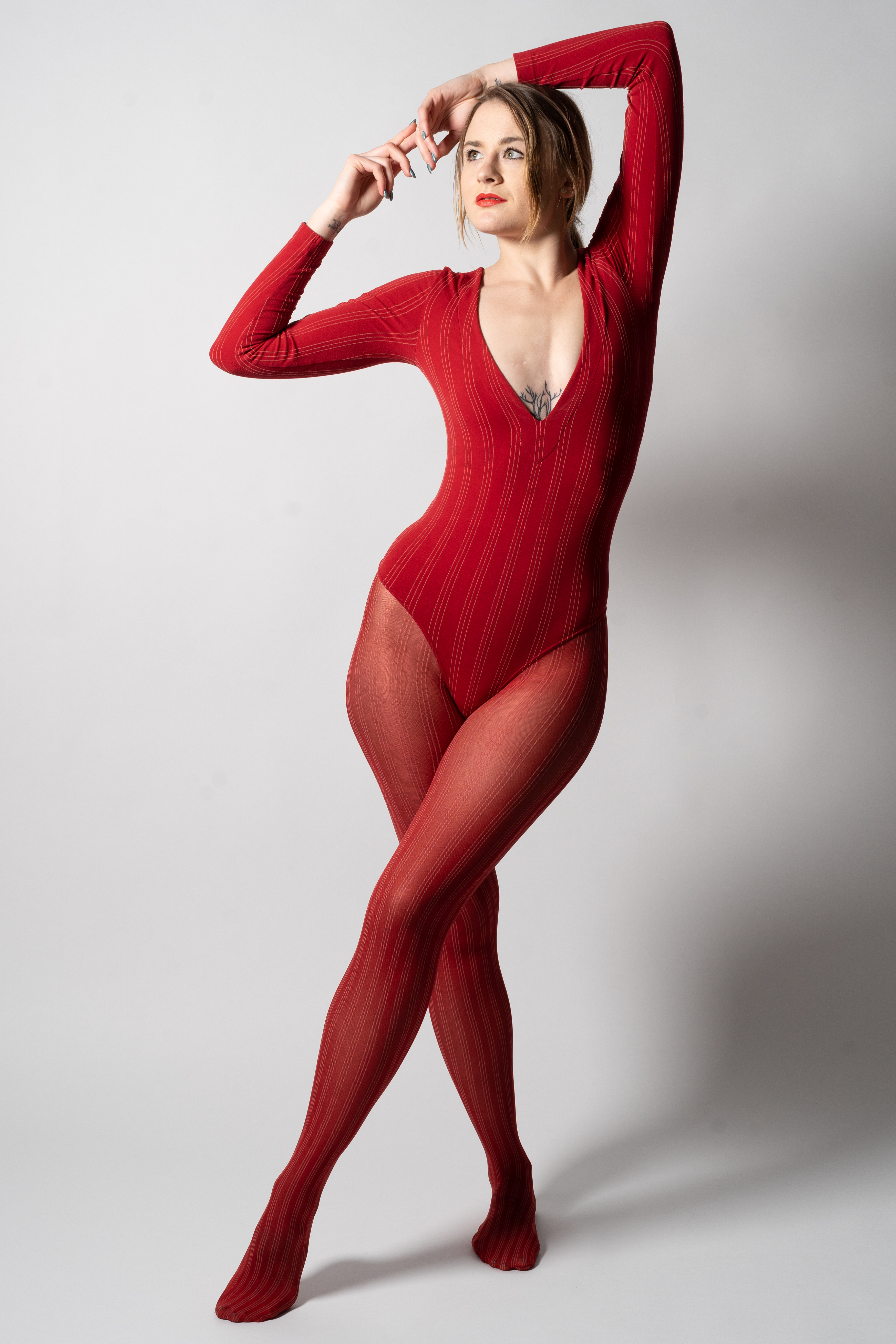
Kvinna iförd röda strumpbyxor.

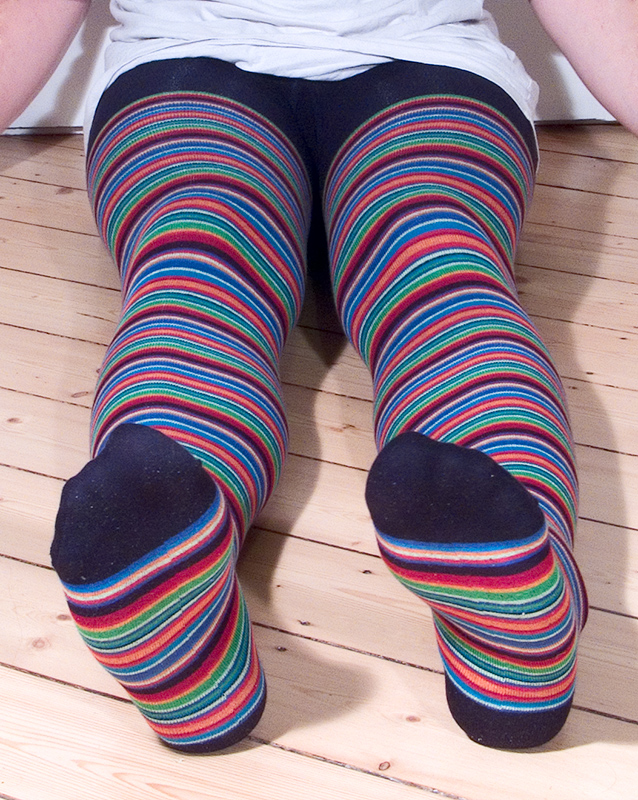
Strumpbyxor i bomull av typen kalasbyxor.

Nylonstrumpbyxors tjocklek mäts i enheten denier, förkortat "den", vilket är ett mått på trådens vikt. Extremt tunna, i princip helt transparenta, strumpbyxor finns i upp till 15 den. Normaltunna strumpbyxor brukar vara runt 20 den, medan 30–40 den räknas som halvgenomskinlig. Strumpbyxor över 60 den räknas som täckande (opaque). Däremot kan en strumpa med högre deniertal upplevas tunnare än en strumpa med lägre, beroende på kvalitet och material i strumpan.

## Strumpbyxor med supportfunktion
Stödstrumpbyxor förebygger svullnad och trötta ben vid regelbundet användande. De används oftast av dem som arbetar mycket stående eller vid flygresor.
Med extra stöd som controltop eller controlslip hjälper strumpbyxorna, som då även kallas funktionsstrumpr, till att forma figuren och hålla in mage och rumpa. Det hjälper att forma figuren som en byxgördel.

## Fördelar och nackdelar
Vid kall väderlek hjälper ett par strumpbyxor till att hålla benen varma. Kalla dagar minskar strumpbyxor uttorkning av huden på benen.[källa behövs]
Strumpbyxor döljer färgvariationer, ärr, blemmor, missprydande hårväxt och blodkärl, vilket ger benen ett jämnare, slätare och ett mer attraktivt utseende. Strumpbyxor, speciellt i mörka färger, ger benen en illusion av att vara lite smalare. En annan fördel är att strumpbyxor torkar mycket fort om de blir blöta.
Nackdelarna är få, men det som alltid varit ett problem är att det kan gå maskor i strumpan, även om strumpans kvalitet har blivit bättre. Dessa maskor blir framför allt framträdande då man har mörka strumpor mot ljusa ben. Maskorna har ett typiskt stegliknande utseende.

## Övrig användning
Även om de är ovanliga, finns det strumpbyxor för män och en del män använder strumpbyxor som ett extra värmande lager under byxorna. Under 1990-talet började ett antal tillverkare att göra strumpbyxor speciellt för män. Ett tidigt exempel är företaget Wolford som tog fram sina "waist socks". Andra tillverkare av strumpbyxor för män är G. Lieberman & Sons med varumärket Comfilon, som gör strumpbyxor till sportutövare. År 2002 kom så tyska Levee med sina unisex strumpbyxor, WoMan. Sedan dess har flera mindre strumpbyxtillverkare slagit sig in på marknaden för strumpbyxor för män. Bland de stora strumptillverkarna har det välrenommerade franska bolaget Gerbe från och med 2006 lanserat en mångsidig strumpbyxkollektion för män.
I sportsammanhang används tights, som påminner om strumpbyxor, främst vid dykning och hästsport. Dykare använder dem tillsammans med torrdräkt och inom ridsporten används de för att lättare få på sig ridstövlar och ridbyxor. Även inom dans, som balett, används strumpbyxor eller tights tillsammans med trikåklädsel, både av män och kvinnor. Det förekommer även hos vandrare för att undvika skav. Strumpbyxor används även som skydd mot fästingar och andra organismer som suger blod eller vållar annat obehag (iglar, sandmyggor, kubmaneter...). De kan också användas till konstruktion av fällor för exempelvis sandmyggor.
Strumpbyxor användes förr av rånare som satte ett av strumpbyxans ben över sitt huvud som mask. Strumpbyxan förändrar ansiktet totalt och gör rånaren omöjlig att känna igen samtidigt som rånaren kan se, andas och prata normalt igenom den. Strumpbyxor är också ett populärt mordvapen i detektivromaner, då de används för att strypa offret.